# Eoophyla argyropis
Eoophyla argyropis es una especie de insecto lepidóptero del género Eoophyla de la familia Crambidae. Fue descrita científicamente por primera vez por Edward Meyrick en 1894.

## Distribución geográfica
Se encuentra en la isla Célebes.